# Zelarl
Zelarl (ゼラール 1998年〈平成10年〉10月29日 -)は、日本のストリーマー、YouTuber。静岡県出身。身長176cm、体重59kg。

## 来歴
小学三年生の頃からFPSを始める。元々、プロゲーミングチーム「Cwerld」にプロゲーマーとして所属していたが、2019年4月に脱退を発表。2019年7月にGameWithにストリーマーとして所属。2011年12月26日にYouTubeチャンネルを開設。2013年3月28日にYouTubeに初動画を、2018年11月1日に『フォートナイト』のプレイ動画を初投稿。Nephrite とも仲が良く、よく一緒に動画に出ている。2020年12月、著名YouTuberであるHIKAKINとのコラボレーションをする。2023年から編集をGameWith編集部ではなく、自ら行うことを発表した。『フォートナイト』に限らず、さまざまなゲームや、旅行、ベースの動画もあげるようになった。しかし2023年7月31日をもってGameWithを脱退することを発表。よってGameWith（現在DetonatioN focusMe所属）ネフライトとのコラボ動画が見られなくなった。
主に『フォートナイト』をプレイする。プレイ中によく落下しており、敵や自分が落下した際には「落下の呪い」のせいで落下したと言っている。本人曰く、下に高さを下げるボタンと降りるボタンを押し間違えて落下することや、建材(フォートナイトは建築が可能であり建材を消費して建築する)が無くなったタイミングで横にジャンプすることで落下することが多いという。

## 大会実績
[FORTNITE]
- ボドカ杯 ビクトリーロイヤル
- Crazy Raccoon Cup 2位（2020年6月27日）[8]
- AOF asiaパブリックマッチ プレーオフ出場
- NL杯デュオ ビクトリーロイヤル
- RGBDUO ビクトリーロイヤルｘ２
- ガントレットデュオファイナルAsia1位

[Apex Legends]
- 第1回CRカップ[9]

[スペシャルフォース2]
- ソロモン杯準優勝

[バトルフィールド1]
- BCL準優勝

## 出演

### 展示会・フェス
- LEGION フォートナイトゲーミングPCイベント （Lenovo、ヤマダ電機LABI1なんば、2019年8月24日～25日）[10][11]

- 東京ゲームショウ 2019 Lenovo Legionブース（コンピュータエンターテインメント協会、幕張メッセ、2019年9月14日～15日）[12]
- eファンタジーVOL.1（池袋harevutai、2019年11月17日）[13]
- 第1回Crest Gaming Cup（eXeField Akiba、2020年11月28日）[14][15]
- 東京ゲームショウ 2022 GALLERIAブース（コンピュータエンターテインメント協会、幕張メッセ、2022年9月15日～18日）[16]
- TOKYO Gaming-PC STREET（2024年6月30日 LIFORK（リフォーク）AKIHABARA II 1階）[17]

### テレビ番組
- LIMITED e-Sports（日本テレビ、2022年2月6日、2月13日、2月20日）[18]

### ネット番組
- なごゲー！ ～PLAY TOGETHER～（2020年9月21・22日）[19]
- e-Travel Island Resort 第3弾 沖縄xハワイ（2021年3月20日） [20]
- ストリートファイター6 ショーケース（2023年4月21日）[21]

## CM・広告
- GameWith CM（2020年）[22]
- KINGLYMASK コラボモデル（2020年）[23]
- GALLERIA ゲーミングPCコラボモデル（2021年）[24][25][26][27][28]
- HyperX ブランドアンバサダー（2021年）[29]
- HyperX CM（2021年）[30]
- KINGLYMASK（2023年）[31]
- KINGLYMASK コラボアイテム（2023年）[32]

## 著作
- 『ゲーム攻略大全 Vol.19 フォートナイト 超爆速スキルアップブック』 晋遊舎、2020年7月2日。ISBN 978-4801814240。